# Kiki Fatmala
Kiki Fatmala  (Jakarta, 14 de agostoo de 1967 - 1 de diciembre de 2023) fue una actriz indonesia.

## Biografía
Se hizo popular después de interpretar a Mariam en la telenovela Indosiar Mariam, Si Manis Jembatan Ancol en 1996. Contrajo matrimonio con Antonius Salomata desde 1987 a 1988; luego con Christian Froeschl en 2004 pero se divorció en 2006, su último matrimonio fue con Christopher Herboldt en 2020.
Kiki Fatmala fue diagnosticaron cáncer de pulmón en estadio IV en 2021. Falleció el 1 de diciembre de 2023 a los 56 años.

## Filmografía
- 1990, Aji Pamungkas
- 1988, Caza letal
- 1992, Narkoba
- 1993,	Bagi Bagi Dong
- 1994,	Kabut Asmara
- 1994,	Kenikmatan Tabu
- 1994,	Dibalik
- 1995,	Gairah Terlarang
- 2008,	Hantu Jembatan Ancol
- 2008,	Mas Suka, Masukin Aja Besar-Kecil It's Okay!
- 2009,	Pijat Atas Tekan Bawah
- 2012,	Enak Sama Enak
- 2014,	Comic 8
- 2014,	Kesurupan Setan